# دانشنامه‌ی استان همدان
دانشنامه استان همدان یک پروژهٔ گروهی است که به بررسی تاریخ، تمدن، فرهنگ و هنر استان همدان می‌پردازد و همهٔ جنبه‌های تاریخ و فرهنگ این حوزهٔ تمدنی را از جمله ادبیات، زبان، عرفان، فرهنگ و غیره پوشش می‌دهد.
دانشنامه استان همدان به لحاظ تاریخی به سه دورهٔ زمانی پیش از اسلام، دوران اسلامی، و دوران معاصر (انقلاب اسلامی و جنگ ایران و عراق) تقسیم‌بندی شده است. کار نگارش دانشنامه را شورای علمی متشکل از ۲۰۰ پژوهشگر و کار نظارت علمی بر تدوین دانشنامه را نیز ۵ تن از پژوهشگران برعهده دارند. کار تدوین دانشنامه در ۱۰ کارگروه با عناوین «کلیات، همدان‌شناسی، طبیعت و جغرافیا، اقتصاد، تاریخ سیاسی، بافت اجتماعی، فرهنگ و ادب و هنر، دین و عرفان و ادبیات عربی، سیمای تاریخی استان، مدیریت، و انقلاب اسلامی و دفاع مقدس» سامان یافته است.
چاپ مجموعهٔ دانشنامهٔ همدان مطابق با برنامه‌ریزی در ۶ مرحله صورت می‌گیرد. در مرحلهٔ اول ۱۴۰ کتاب به‌صورت موضوعی منتشر می‌شود. کار مرحله دوم به صورت الفبایی و به سبک دائرةالمعارف‌نویسی صورت می‌گیرد. مرحلهٔ سوم به تلخیص و ترجمهٔ دانشنامه به سه زبان انگلیسی، فرانسوی و عربی اختصاص خواهد داشت. ۴۸ کتاب نیز مربوط به مرحلهٔ چهارم است که پیوست‌های دانشنامه را شامل آثار نقاشان همدان، رمان‌های تاریخی، عکاسان و فیلم‌های مستند به‌صورت نرم‌افزار چندرسانه‌ای و نرم‌افزار گوشی‌های تلفن همراه در بر می‌گیرد و به صورت اختصاصی برای دانش‌آموزان و گروه سنی کودک و نوجوان تعریف شده است. در مرحلهٔ پنجم اسناد، آثار، تصاویر و نسخه‌های خطی ارزشمند دربارهٔ موضوعات دانشنامه در همکاری با موزه‌ها تهیه و آرشیو می‌شود. مرحلهٔ ششم و آخر نیز به تکمیل و افزودن موضوعات و به‌روز کردن مطالب اختصاص دارد. در نهایت کل کار در قالب ۲ بخش اصلی و پیوست‌ها ارائه می‌شود و در ۲۰۰ جلد منتشر خواهد شد. بخش اصلی مدخل‌های الفبایی مربوط به اسامی مشاهیر و شخصیت‌های همدان، فضاها، اماکن، خوراک و پوشاک، آداب و رسوم، هنرهای دستی و اصطلاحات عامیانه هستند که در ۱۲ جلد در قطع رحلی گنجانده می‌شوند. پیوست‌های دانشنامه نیز در چهار مرحله (شناخت‌نامه، پیوست‌های ادبی و هنری، ترجمه، و آرشیو) منتشر خواهد شد که ۱۷۰ مجلد آن به شناخت‌نامه اختصاص خواهد داشت.
شورای مدیریت برنامه‌ریزی و پژوهش دانشنامه از آذر ۱۳۹۳ در حوزه هنری سازمان تبلیغات اسلامی استان همدان تشکیل شده و کار پژوهش و تألیف دانشنامه را آغاز کرده است. نخستین مجلدات این مجموعه در بهمن ۱۳۹۷ در همدان رونمایی شد. تمامی مدخل‌های این دانشنامه به زبان فارسی منتشر می‌شوند، اما در مرحلهٔ سوم تمامی مقالات تلخیص و به سه زبان انگلیسی، فرانسوی و عربی نیز انتشار خواهند یافت.
دیباچه
فرهنگ، تمدن و مشاهیرِ هر ملت، شناسنامه ای تاریخی از سرگذشت آن ملت است که شناخت اوضاع و احوال پیشینیان را در پی دارد؛ شناختی که افروختن چراغ عبرت از افق‌های دور و نزدیک است.
شناخت تاریخ و فرهنگ ایران، به ویژه تاریخ مناطق مختلف آن، سهل و ممتنع است؛ اگرچه تلاشهای بسیاری شده و از دیرباز در کنار تاریخهای عمومی، تاریخهای محلی نیز به سهولت در دسترس بوده است (از قبیل: تاریخ مکه، تاریخ مدینه، تاریخ دمشق، تاریخ اصفهان، تاریخ بیهق، تاریخ یزد، تاریخ نایین، تاریخ هرات، تاریخ نیشابور، تاریخ جرجان و…)؛ اما کافی نیست. اینگونه کتابها، با انبوه اطلاعات ویژهی خود، در حقیقت شرح و تفسیری بر تاریخهای عمومی به‌شمار می‌روند.
هنوز در زبان فارسی، شناختنامه و فرهنگی جامع که دارای همهی ویژگیهای تاریخی و فرهنگی تمام مناطق ایران، همراه با تعبیرات، اصطلاحات، لغات و کاربردهای موردی و محلی باشد، موجود نیست؛ چه دربارهی ایران پیش از اسلام که گاهوارهی تمدن غرب و شرق بوده است و چه دربارهی دوران اسلامی که دینِ نو در جان و دل مردم ایران راه یافت و تمدنی نوین و جهانی برپا شد. از خصوصیات دانشنامه‌های مناطق مهم فرهنگی ایران، گردآوری و نگاهداشت عناصر و مواد این فرهنگ جامع است.
در دورانی که واقعیت غالباً قلب شده و با وجود گردش آزاد و حجیم اطلاعات، دسترسی به منابع صحیح اطلاعاتی محدود است؛ تهیهی دانشنامه برای مناطق مختلف ایران -به ویژه همدان که قدمت تاریخی و اصالت فرهنگی دارد- حرکتی شایسته است.
«دانشنامهی استان همدان» مجموعهای از مدخلها و عناوین گوناگون با قدر جامع «همدان» است که به قلم پژوهشگران و متخصصان به نگارش درآمده و در آن نسبت به موضوعِ مورد تحقیق، بر تحقیق میدانی و مطالعات کتابخانه‌ای تکیه شده است. این مجموعه می‌تواند با بهره‌مندی از استعدادهای محلی، زمینه‌ساز حرکتی علمی-پژوهشی و هنری در میان پژوهشگران و هنرمندان استان باشد.
شناخت مشاهیر منطقه و نقش تاریخی، اجتماعی و فرهنگی آن، از دیگر فواید این مجموعه است. «دانشنامهی استان همدان»، گذشتهای را تصویر می‌کند که چراغِ راه آینده است و می‌کوشد نسل معاصر را با نقش پیشتاز همدان، از جنبش فرهنگی و اجتماعی منتهی به مشروطه و سپس جنبش ملی کردن نفت، آنگاه مبارزات منتهی به انقلاب اسلامی آشنا سازد و نقش‌آفرینی ایثارگران این استان را در جنگ تحمیلی ۸ساله باز نماید.

## فهرست مجلدات
| شماره مجلد | عنوان مدخل                                                  | پدیدآورنده                                            | سال انتشار |
| ---------- | ----------------------------------------------------------- | ----------------------------------------------------- | ---------- |
| ۱          | فرهنگ اصطلاحات عامیانه همدانی                               | محمدعلی نوریون                                        | زمستان۹۵   |
| ۲          | خانه‌های قدیمی همدان-جلد۱                                    | محمدابراهیم زارعی، فائزه حاتمی‌مجد، صاحب محمدیان‌منصور  | بهار۹۷     |
| ۳          | تاریخ غیرت (رمان تاریخی-دورهٔ صفویه)                         | آقاشیخ موسی نثری همدانی(دستجردی)؛ به کوشش مهدی به‌خیال | تابستان ۹۸ |
| ۴          | جولان (تحلیل بافت قدیم و جدید و معماری محلهٔ جولان همدان)    | محمدابراهیم زارعی و همکاران                           | تابستان ۹۸ |
| ۵          | بدیع‌الزمان همدانی و مقامات نویسی                            | علیرضا ذکاوتی قراگزلو                                 | تابستان۹۶  |
| ۶          | کارنامک: کتاب‌شناسی استان همدان ۱                            | پرویز اذکایی                                          | تابستان۹۶  |
| ۷          | کارنامک: کتاب‌شناسی استان همدان ۲                            | پرویز اذکایی                                          | تابستان ۹۸ |
| ۸          | بر دستان الوند: موسیقی ترکی استان همدان                     | قادر شهسواری                                          | تابستان۹۶  |
| ۹          | شرح احوال و گزیده آثار صفاءالحق همدانی                      | علیرضا ذکاوتی قراگزلو                                 | تابستان۹۶  |
| ۱۰         | فرهنگ نام‌جاهای همدان (تا سال ۱۳۵۰)-جلد۱                     | میرهاشم میری                                          | پاییز۹۷    |
| ۱۱         | مجلس‌نامهٔ غم: چهار مجلس تعزیه در استان همدان                 | نیما بگرلیان                                          | ۱۳۹۴       |
| ۱۲         | شیر دربان اکباتان (شیر سنگی همدان)                          | خلیل‌الله بیک‌محمدی، رضا رضالو                          | زمستان ۹۷  |
| ۱۳         | یکی از هزاران رمان تاریخی- دهه ۴۰ خورشیدی در همدان          | علیرضا ذکاوتی قراگزلو،                                | تابستان ۹۶ |
| ۱۴         | قلندر نقاش- آثار و احوال حسین دستخوش همدانی-نقاش قهوه‌خانه‌ای | کریم زارعی،                                           | زمستان ۹۷  |
| ۱۵         | گزل داغلار (کوه‌های زیبا)؛ آلبوم موسیقی اقوام۱، ترکی         | آهنگساز: مرتضی فطری، خواننده: حق رضا فطری،            |            |
| ۱۶         | هونیا (آواز)؛ آلبوم موسیقی اقوام۲-کردی                      | تنظیم کننده: آسو عبدالله بیگی،                        |            |